# Calathea enclitica
Calathea enclitica là một loài thực vật có hoa trong họ Marantaceae. Loài này được J.F.Macbr. mô tả khoa học đầu tiên năm 1931.